# Sofia Andreevna Rudieva
Sofia Andreevna Rudieva (tiếng Nga: София Андреевна Рудьева; sinh 15 tháng 11 năm 1990 ở Leningrad, Liên Xô) là một người mẫu Nga và là hoa hậu của cuộc thi Hoa hậu Nga 2009..

## Tiểu sử
Sofia Rudieva sinh ra tại thành phố Leningrad, Liên Xô, cô từng là người mẫu chuyên nghiệp khi mới 15 tuổi. Năm lên 18 tuổi cô đăng ký dự thi Hoa hậu Nga và đã vượt qua xuất sắc các thí sinh khác để đăng quang ngôi hoa hậu vào ngày 8 tháng 3 năm 2009.

## Sự cố
Sáng ngày 23 tháng 3 năm 2009, 25 bức ảnh khoả thân của cô đã bị đăng trên website tờ báo Komsomolskaya Pravda của Nga. Tuy nhiên cô vẫn được giữ vương miện, không bị truất phế, cô đã mất quyền dự thi Hoa hậu thế giới. Nhưng cô có quyền tham gia cuộc thi Hoa hậu hoàn vũ 2009.

## Đánh giá
- Hoa hậu Nga 2008 Ksenia Sukhinova:

| “ | ... cô ấy không phải là hình ảnh đại diện của nước Nga, không tiêu biểu cho người phụ nữ Nga. | ” |